# Kamaka-sziget
Kamaka a Francia Polinéziához tartozó Gambier-szigetek legdélibb tagja Mangarevától 11,7 km-re délre. Korábban Mito néven is említették. Hossza kb. 1, szélessége 0,7 km.
Tőle 1,8 km-rel észak–északnyugatra emelkedik a kopár, zord Makaroa sziget, az atoll keleti peremén pedig a kis Manui szigetke.

## Kialakulása, keletkezése
A Gambier-atoll szigeteit (és eredményképp az atollt) a Fülöp-lemez és a Csendes-óceáni lemez határzónájában kialakult hasadékrendszeren feltörő bazalt-vulkanizmus alakította ki. Az abrázió (a hullámok pusztító munkája) a könnyen porló bazalttufát idővel elhordta; anyagát az atoll fenekén terítette szét. A víz fölé mára főleg az egykori lávakőzetek emelkednek.
A szigeten nincs állandó forrás, illetve vízfolyás.

## Éghajlata
A szigetcsoport egységesen meleg tengeri éghajlatú, száraz időszak nélkül. A meleg évszak novembertől áprilisig, a hűvös májustól októberig tart. Az évi hőingás mintegy 20°C. A trópusi viharok ritkák.

## Története
Ma a teljes sziget egy család tulajdona. Partjai mentán van néhány jó halászhely.

## Lakossága
Az európai felfedezők megjelenéséig a sziget lakatlan volt. A 2017-es népszámlálás idején 1 állandó lakosát tartották nyilván.

## Élővilága, természetvédelme

### Madarak
A sziget egykor olyan ritka madárfajoknak adott otthont, mint:
- a polinéziai viharfecske (Nesofregetta fuliginosa, Polynesian Storm-petrel)
- a tahiti viharmadár  (Pseudobulweria rostrata, Tahiti Petrel) és
- a Murphy-viharmadár (Pterodroma ultima, Murphy’s Petrel).[3]

Különösen a polinéziai viharfecske veszélyeztetett faj; a Természetvédelmi Világszövetség (IUCN) Vörös Listája szerint mindössze 250–1000 vadon élő példány maradt.
A 20. században az európai bevándorlók behurcolták a szigetre a patkányokat, és azok kiirtották a földön (sziklák között) fészkelő tengeri madarakat.
A természetvédők a 21. század eleje óta próbálkoznak az őshonos madarak visszatelepítésével, aminek feltételeként patkánymentesíteni kellett a szigetet. Ezt először 2015-ben próbálták meg, de sikertelenül.
2022-ben az aktivistáknak drónokkal sikerült kiirtaniuk a szigetről a kártevőket. A madarak visszacsalogatásához 2024 márciusában viharfecskék hangjait kezdték hangszórókból bejátszani, és az év egyik természetvédelmi szenzációjaként júniusban már fel is bukkantak az első példányok.

### Halak
A környező vizekben emdemikus a szigetről elnevezett Melanotaenia kamaka (Allen & Renyaan, 1996)

## Fordítás
- Ez a szócikk részben vagy egészben  a   Kamaka (island) című angol Wikipédia-szócikk ezen változatának fordításán alapul.  Az eredeti cikk szerkesztőit annak laptörténete sorolja fel. Ez a jelzés csupán a megfogalmazás eredetét és a szerzői jogokat jelzi, nem szolgál a cikkben szereplő információk forrásmegjelöléseként.